# Herbert Walser
Herbert Walser-Breuß (* 5. Oktober 1967 in Dornbirn) ist ein österreichischer Musiker (Barocktrompete, Trompete, Flügelhorn, Waldhorn, Electronics) auf dem Gebiet der Alten Musik, der klassischen Musik und des Modern Jazz.

## Leben und Wirken
Walser absolvierte nach der Matura von 1986 bis 1989 ein Lehramtsstudium für Mathematik und Musikerziehung, weiters studierte er bis 1991 am Vorarlberger Landeskonservatorium bei Lothar Hilbrand und später am Mozarteum in Salzburg bei Karl Steininger. 

### Alte Musik
Seit 1991 arbeitet er als Barocktrompeter regelmäßig mit Nikolaus Harnoncourts Concentus Musicus Wien, Il Giardino Armonico Milano, The Bach Ensemble (New York), Il Conterto Viennese sowie dem TrompetenConsortInnsbruck. 

### Jazz
Seit 1995 ist er Lehrbeauftragter am Landeskonservatorium, Lehrer für Trompete am Jazzseminar der Musikschule Dornbirn und Instrumentalmusikerzieher am Gymnasium Schillerstraße, Feldkirch.
Im Bereich des Jazz spielte er u. a. mit dem Jazzorchester Vorarlberg, der KDR-Society und im Duo mit dem Pianisten Peter Madsen (Die Neun Musen, 2006). Im Projekt Heartbeat arbeitete er mit dem Saxophonisten Andreas Krennerich, dem Bassisten Florian King und dem Perkussionisten Helge Andreas Norbakken zusammen.
Walser lebt mit seiner Familie in Feldkirch.

## Preise und Auszeichnungen
Walser wurde 2007 Ö1 Artist of the Year mit einem Programm mit Gambenconsort, Sopran und Trompeteninstrumenten. Im gleichen Jahr erhielt er die Ehrengabe für Kunst des Landes Vorarlberg.

## Diskografie
- Akademie für Alte Musik Berlin / RIAS Kammerchor / René Jacobs: Bach: Phoebus & Pan (1996)
- Collective of Improvising Artists Thousand Miles Journey (Boomslang 2010, mit Anton Meusburger, Johannes Bär, Aleksandra Lartseva, Bianca Riesner, Norbert Dehmke, Andreas Broger, Alain Wozniak, Peter Madsen, David Helbock, Dominik Neunteufel, Marc Vogel, Alfred Vogel)
- The Nine Muses (2006; ORF Vorarlberg), mit Peter Madsen
- Peter Madsen: Gravity of Love (2012)
- Ars Antiqua Austria: Romanus Weichlein: Encaenia Musices, Vol. 1 (1695)